# Cap of Liberty (manzana)
Cap of Liberty es el nombre de una variedad cultivar de manzano (Malus domestica). Un híbrido de manzana diploide de Parental desconocido, es una manzana de sidra agriácida tradicional. Es una manzana de sidra agriácida inglesa muy antigua y casi olvidada, muy adecuada para formar parte de una mezcla de sidra. Las frutas son de tamaño mediano y producen una sidra con cuerpo, excelente calidad y un sabor distintivo. Se considera de calidad «añada», es decir, capaz de elaborar sidra monovarietal.

## Sinonimia
- 'Cap o’Liberty',
- 'Bloody Soldier',
- 'Red Soldier'.

## Historia
'Cap of Liberty' es una variedad de manzana, híbrido de manzana diploide de Parental desconocido. Esta es una variedad de sidra agridulce tradicional descubierta en Inglaterra, en algún momento entre los siglos XI y XIV. Se cree que se originó cerca de Martock, Somerset (Reino Unido) antes del 1400. No hay información sobre el parentesco, pero se cree que está relacionado con Lambrook Pippin.
'Cap of Liberty' está cultivada en diversos bancos de germoplasma de cultivos vivos tales como en National Fruit Collection (Colección Nacional de Fruta) de Reino Unido donde estuvo cultivada con el número de accesión: 1999-096 y nombre de accesión 'Cap of Liberty'. También se encuentra ejemplares vivos en el huerto colección de manzanas para la elaboración de sidra del "Tidnor Wood National Collection® of Malus".

## Características
'Cap of Liberty' es un árbol de un vigor moderadamente vigoroso, de tamaño mediano y tienen un hábito extendido. Produce cosechas abundantes cada dos años. Tiene un tiempo de floración que comienza a partir del 8 de mayo con el 10% de floración, para el 14 de mayo tiene una floración completa (80%), y para el 22 de mayo tiene un 90% caída de pétalos.
'Cap of Liberty' tiene una talla de fruto medio; forma redonda a redonda cónica; con nervaduras débiles y corona débil; epidermis tiende a ser dura algo rugosa con color de fondo es verde amarillento con un sobre color de lavado rojo, con rayas más oscuras, presenta numerosas lenticelas de ruginoso-"russeting" de color pardo y tamaño mediano, importancia del sobre color alto, y patrón del sobre color rayas / chapa, ruginoso-"russeting" (pardeamiento áspero superficial que presentan algunas variedades) medio; cáliz es medio y cerrado, asentado en una cuenca pequeña, de profundidad casi inexistente; pedúnculo es de longitud medio-largo y de un calibre medio, colocado en una cavidad poco profunda en forma de embudo, con ruginoso-"russeting" verdoso en sus paredes; la carne es amarillenta de jugo abundante, de sabor fuerte amargo picante.
Su tiempo de recogida de cosecha se inicia a principios de octubre. Se mantiene bien hasta dos semanas en cámara frigorífica. Es susceptible a la costra.

## Usos
'Cap of Liberty' se clasifica como una variedad de tipo "agriácido" (ºBrix: 12) en la clasificación estándar de manzanas para sidra, siendo alta en tanino (Taninos: >0.45) y alta en ácido málico (Acidez: >0.2).

## Ploidismo
Parcialmente autofértil. Grupo de polinización: D, Día 12.

## Susceptibilidades
Susceptible a la sarna del manzano y el cancro.